# Acústico (álbum de Natiruts)
Acústico é o segundo álbum ao vivo e o segundo DVD da banda de reggae brasileira Natiruts, lançado em 17 de setembro de 2012 pela Sony Music. Foi gravado no dia 1 de fevereiro de 2012 no Morro Dona Marta, Rio de Janeiro.
O álbum comemora os 15 anos de carreira da banda e foi indicado ao Grammy Latino de 2013 na categoria Melhor Álbum Pop Contemporâneo Brasileiro.

## O show
O show foi gravado no Mirante Dona Marta, reserva ecológica do Rio de Janeiro que fica do lado oposto à comunidade de mesmo nome. A filmagens exploram a paisagem e os cartões-postais do Rio. O show foi realizado ao fim de tarde, então, o pôr do sol e o cair da noite tornam-se outros atrativos. Segundo Alexandre Carlo: “Fizemos a produção independente (a gravação foi em 1º de fevereiro), mas a ideia era comercializar com alguma gravadora”.

## O álbum
O álbum conta com três faixas inéditas: "Supernova", "Dentro da Música II" e "Já Chorei Demais"; e os grandes hits da banda em versão acústica. A primeira música de trabalho do álbum foi a inédita "Supernova", que estreou nas rádios no dia 1 de agosto de 2012, alcançado destaque e é umas das poucas músicas a ser executada em rádios de diferentes segmentos, como as rádios pop, populares e adultas. Conta também com as participações especiais de Luiz Melodia em "Pérola Negra", Sônia Savinell em "Sorri, Sou Rei" e Flora Matos no pot-pourri "Natiruts Reggae Power/Esperar o Sol".

## Faixas
1. Dentro da Música II
2. Groove Bom
3. Meu Reggae é Roots
4. Andei Só
5. Au de Cabeça
6. Vento, Sol, Coração
7. Reggae de Raiz
8. A Cor
9. Quero Ser Feliz Também
10. Supernova
11. Pérola Negra (part. Luiz Melodia)
12. Glamour Tropical
13. Espero que um Dia
14. Já chorei demais
15. Pedras Escondidas
16. Você Me Encantou Demais
17. O Carcará e a Rosa
18. Deixa o Menino Jogar
19. Liberdade Para Dentro da Cabeça
20. Sorri , Sou Rei (part. Sonia Savinelli)
21. Natiruts Reggae Power/Esperar o Sol (part. Flora Matos)

## Formação
Natiruts
- Alexandre Carlo – voz e violão
- Luís Maurício – baixo e backing vocal

Músicos convidados
- Bruno Wambier – órgão Hammond, piano, marimba de vidro e sanfona
- Denny Conceição – percussão
- João Ferreira – violões e cavaco
- Márcio Bezerra – saxofones tenor e barítono, flauta e clarinete
- Mônica Agena – violão e backing vocal
- Txuxa – bateria

## Posições
| Parada (2013)                     | Posição de pico |
| --------------------------------- | --------------- |
| Portugal (Portugal Albums Top 30) | 7               |

## Vendas e certificações
| Região                                                        | Certificação | Vendas   |
| ------------------------------------------------------------- | ------------ | -------- |
| Brasil (Pro-Música Brasil)                                    | Diamante     | 300 000‡ |
| ‡vendas+valores de streaming baseados somente na certificação |              |          |